# Джаков, Эмил
Эмил Стефанов Джаков (болг. Емил Стефанов Джаков, 2 марта 1908 — 15 сентября 1978) — болгарский физик, член Болгарской АН (1967).
В 1931 году окончил Софийский университет, где работал в 1939—1967 годах (с 1942 года — профессор и в 1948—1955 годах — директор Физического института при университете). В 1955—1963 годах работал также в Физическом институте Болгарской АН, с 1963 года — директор Института электроники Болгарской АН. В 1959—1961 годах — вице-директор Объединённого института ядерных исследований (в Дубне).
Научные исследования в области физической и прикладной электроники.
Участвовал в создании электронных вакуумных диодов, триодов и магнетронов, изучал  СВЧ-генерацию этими приборами, нелинейные явления, электрические разряды в газах.
Академик Болгарской АН с 1948 года. Лауреат Государственной премии НРБ, Заслуженный деятель науки, Заслуженный метролог Республики Болгарии.

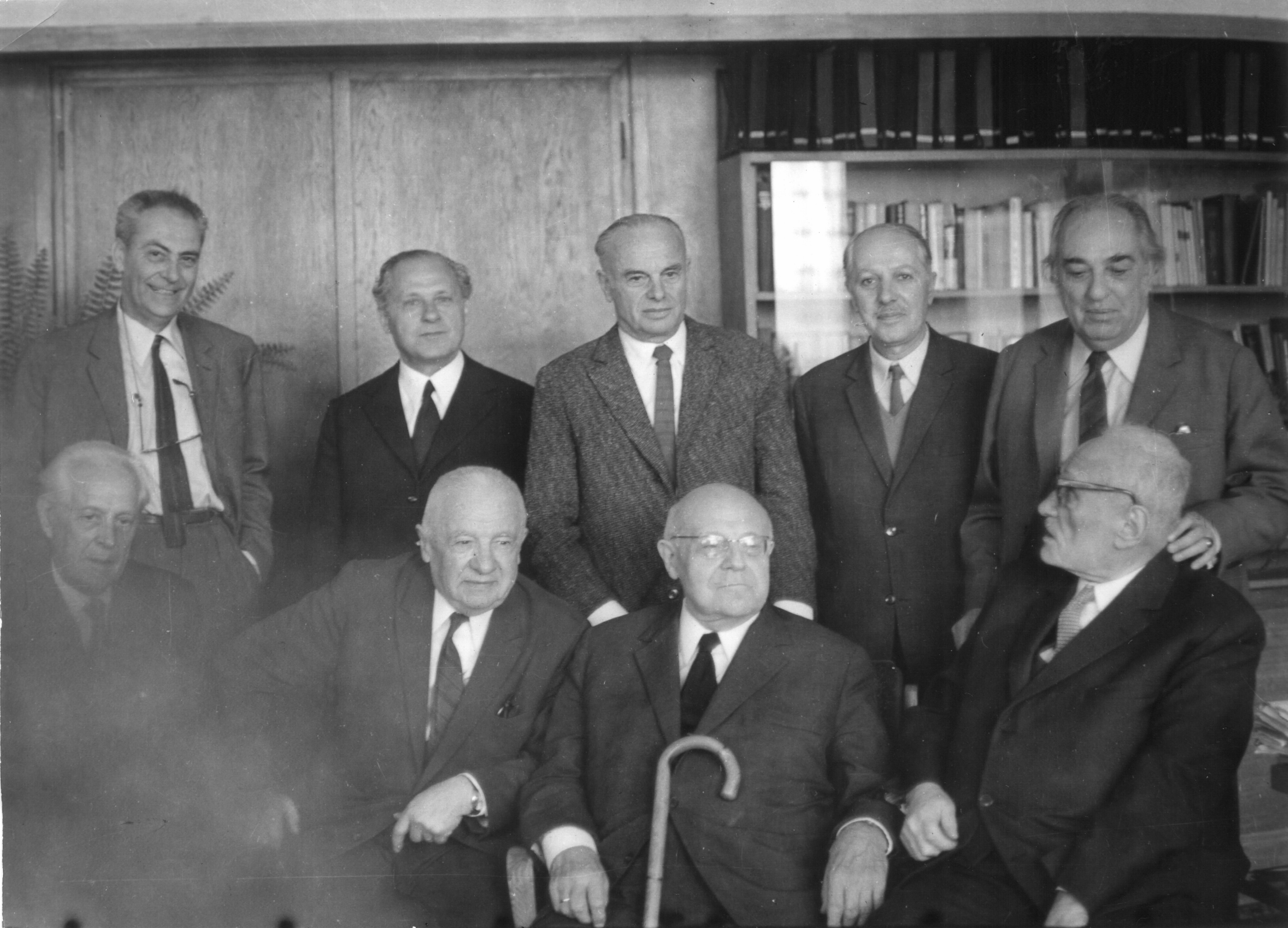
Болгарская школа физической химии. Джаков — стоит третий слева